# Nóráp
Nóráp là một thị trấn thuộc hạt Veszprém, Hungary. Thị trấn này có diện tích 7,58 km², dân số năm 2010 là 197 người, mật độ 26 người/km².